# Stanisław Kuliński
Stanisław Kuliński (ur. 15 października 1885 roku w Unisławiu, zm. 15 lipca 1938 w Wągrowcu) – ppłk, doktor, lekarz i uczestnik Powstania Wielkopolskiego.

## Życiorys
Był synem Józefa i Elżbiety Nagler. Miał trzech młodszych braci: Dionizego, Czesława i Franciszka. Dnia 17 kwietnia 1895 roku został zapisany do pierwszej klasy Królewskiego Gimnazjum im. Wilhelma w Krotoszynie. Następnie przeniósł się do Królewskiego Gimnazjum w Międzyrzeczu. Około Wielkanocy 1907 roku przystąpił do egzaminu dojrzałości. Po zdaniu matury przeniósł się do Wrocławia, gdzie 2 maja 1907 roku zapisał się na Wydział Lekarski Królewskiego Uniwersytetu im. Friedricha Wilhelma. W latach 1907–1913 studiował medycynę (Wrocław i Fryburg), studia zakończył tytułem doktora medycyny i chirurgii. Rok później ożenił się z Marią Nowicką, z którą miał jednego syna Olgierda. W 1914 wcielony do armii cesarskiej (49 Pułk Grenadierów) na stanowisko lekarza. Był szefem sanitarnym III Dywizji Strzelców Wielkopolskich. W Wągrowcu założył Towarzystwo Byłych Żołnierzy. Pomagał rozbrajać Wągrowiec z oddziałów niemieckich (1918), uczestniczył w wojnie z bolszewikami (1919-1920), był dyrektorem Szpitala Powiatowego i Przewodniczącym Rady Miejskiej Wągrowca (1926-1929).
29 listopada 1920 roku major Kuliński za męstwo, działalność i zabezpieczenie służby sanitarno-medycznej otrzymał Krzyż Walecznych. Jego imię nosi Zespół Szkół Ponadgimnazjalnch nr 2 w Wągrowcu oraz jedna z ulic w tym mieście. Pochowany w Wągrowcu.